# مجموعة NCS

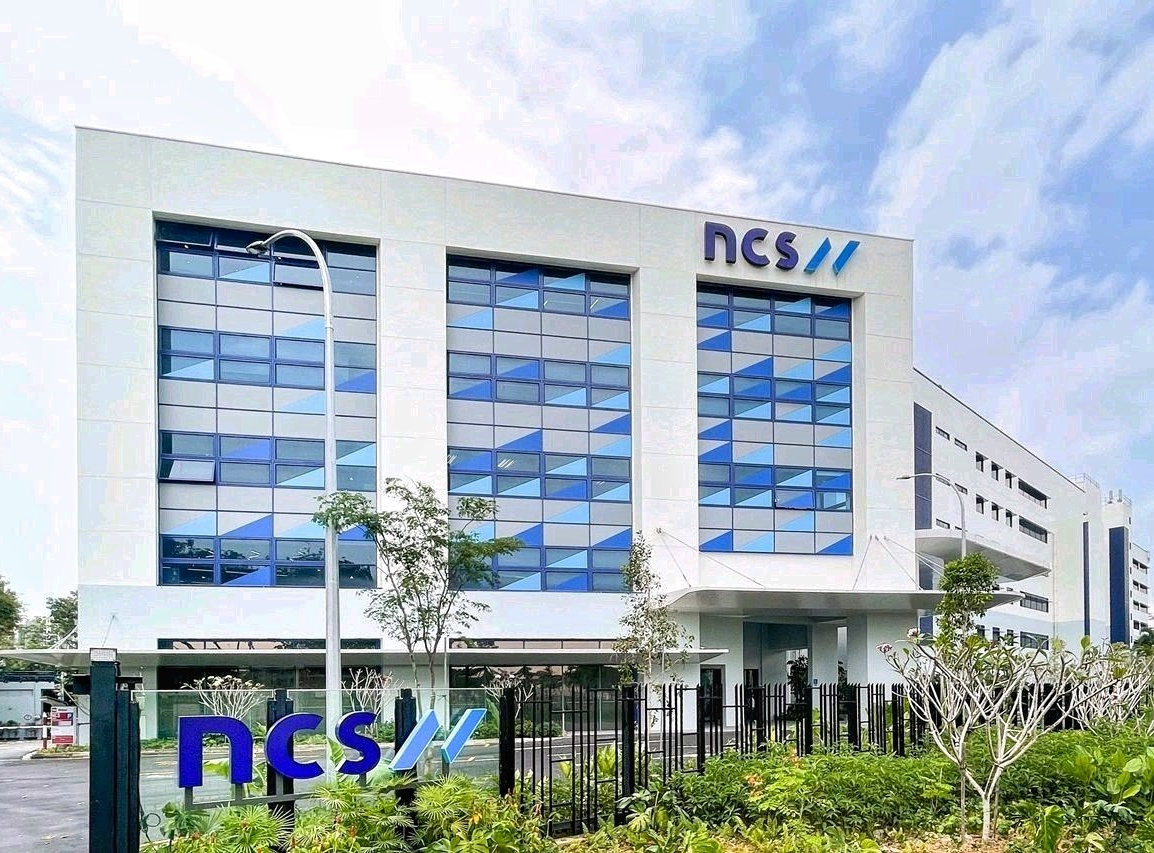
يعمل مركز المجموعة في Ang Mo Kio مقرًا لمجموعة NCS Group.

مجموعة NCS (المعروفة أيضًا باسم NCS Pte Ltd أو " NCS "، المعروفة سابقًا باسم National Computer Systems ) أو مجموعة الوطنية لأنظمة الحاسوب (نقرحة)، هي شركة متعددة الجنسيات لتكنولوجيا المعلومات ومقرها في سنغافورة . تأسست عام 1981 وكالةً تابعةً لحكومة سنغافورة، وخُصخصت في عام 1996 وأصبحت لاحقًا جزءًا من مجموعة سينجتل في عام 1997. لدى المجموعة أكثر من 12000 موظف في أكثر من 20 مدينة عبر آسيا والمحيط الهادئ.

## التاريخ
أُسست المجموعة في عام 1981 عندما شرعت حكومة سنغافورة في مبادرات لتسخير تقانة المعلومات لكل من القطاعين العام والخاص.
أُعيد هيكلتها كيانًا تجاريًا في عام 1996 وبعد عام واحد، أصبحت شركة تابعة مملوكة بالكامل لمجموعة سنجتل. تبنت المجموعة اسمها الحالي في 1 نوفمبر 2003.
كان سنجتل آراديو (بالإنجليزية: SingTel Aeradio)‏ مزودًا لخدمات هندسة الاتصالات في استشارات المطارات، وخدمات إدارة المرافق، والهندسة والاتصالات اللاسلكية، و C4ISR *، والمباني الذكية، وخدمات الأمن الذكية، وخدمات النقل، ونظام البنية التحتية لتكنولوجيا المعلومات، والتدريب والشهادة في أمن تكنولوجيا المعلومات، والاتصالات السلكية واللاسلكية والوسائط المتعددة. 
في عام 2002، اندمجت سنجتل آراديو مع المجموعة، واحتفظت بالكثير من هويتها مثل NCS Communications Engineering (NCS Comms Engg). 
في عام 2008، اشترت إن.سي.إس 60 بالمائة من أسهم شركة تقانة المعلومات المنافسة، سنغافورة لأنظمة الكمبيوتر، مما أدى إلى شراء الشركة. 
في عام 2020، استحوذت المجموعة على 2359 ميديا للخدمات الرقمية.

### الإدارة
في عام 2005، أصبحت تشونغ نير سين (بالإنجليزية: Chong Yoke Sin)‏ الرئيس التنفيذي (CEO). استقالت في عام 2007 لأسباب شخصية وتولى ليم إنغ منصب الرئيس التنفيذي.
تقاعد ليم في عام 2010 وتولى الرئيس التنفيذي للعمليات شيا وي بون منصب الرئيس التنفيذي.
في 1 أغسطس 2019، عينت مجموعة سنجتل نغ كو بين رئيسًا تنفيذيًا جديدًا للمجموعة بعد تنحي شيا. 

## المنتجات و الخدمات
تقدم الشركة العديد من الخدمات بما في ذلك الاستشارات، والتطوير، والتكامل، وإدارة البنية التحتية، و تعهيد العملاء من الجمهور، والتعليم، والخدمات المالية، والتأمين، والرعاية الصحية، وعلوم الحياة، والخدمات اللوجستية، والاتصالات، والمرافق، وقطاعات النقل.[بحاجة لمصدر]

## حوادث

### خطأ في نظام الكمبيوتر في مخطط مساعدة صحة المجتمع
في 16 فبراير 2019، أصدرت وزارة الصحة بيانًا يفيد بحدوث خطأ في نظام الكمبيوتر، الذي تديره مجموعة NCS، لبرنامج مساعدة صحة المجتمع (CHAS). ثم تم تنفيذ الإجراءات العلاجية من قبل وزارة الصحة ومجموعة NCS لتقييم التأثير على المتقدمين المتضررين. وبحسب ما ورد كانت وزارة الصحة تنوي استرداد التكاليف والنفقات بسبب هذا الحادث من NCS Group كما هو مسموح به في العقد المبرم بينهما. 

### احتجاج العمال عند مدخل مركز NCS
في 18 أكتوبر 2022، قام 9 عمال أجانب بإغلاق المدخل الرئيسي لـ NCS Hub، المقر الرئيسي للشركة في سنغافورة، ورفعوا لافتات احتجاجًا على شركة المقاول التي يعملون تحت إشرافها للحصول على راتب مستحق. بعض العمال يحملون لافتات مكتوب عليها "欠債還錢" (مدينون بدفع المال) وأحدهم يحمل "上海 忠 記 私人 有限公司" (Shanghai Chong Kee Pte Ltd). تلقت قوة شرطة سنغافورة دعوة للمساعدة في حوالي الساعة 1.50 مساءً ونشر ضباط عند مدخل مركز NCS، وتؤكد وزارة القوى العاملة تلقي تنبيهات بالحادث من قبل الشرطة. قالت مجموعة NCS لوسائل الإعلام السنغافورية، Lianhe Zaobao، إن هذا الحادث لا علاقة له بـ NCS Group وادعت أنه نزاع بين المقاول الرئيسي لمجموعة NCS Group Shanghai Chong Kee Pte Ltd، والمقاول الفرعي Zhengda Corporation، و 9 عمال. الذين احتجوا هم موظفون في شركة Zhengda Corporation. وفقًا لشركة Zhengda Corporation، لم تقم Shanghai Chong Kee بالدفع لأسابيع. وقد أصدر الأخير منذ ذلك الحين شيكين.  